# بو (أسطورة)
بو (بالإنجليزية: Bue)‏ بطل ثقافي في جزيرة جلبرت (میكرونيزيا) وهو ابن زوجة حبلت بالشمس حبلا سحريا. يمضي بحثا عن أبيه، أي عن الحكمة والفهم، فيجده بعد هجوم ناجح على الشمس. بعد ذلك يعلم البشرية كيف يبنون البيوت والسفن، وكيف يفعمون حياتهم بالسعادة والثروة.